# Martin Buchhorn

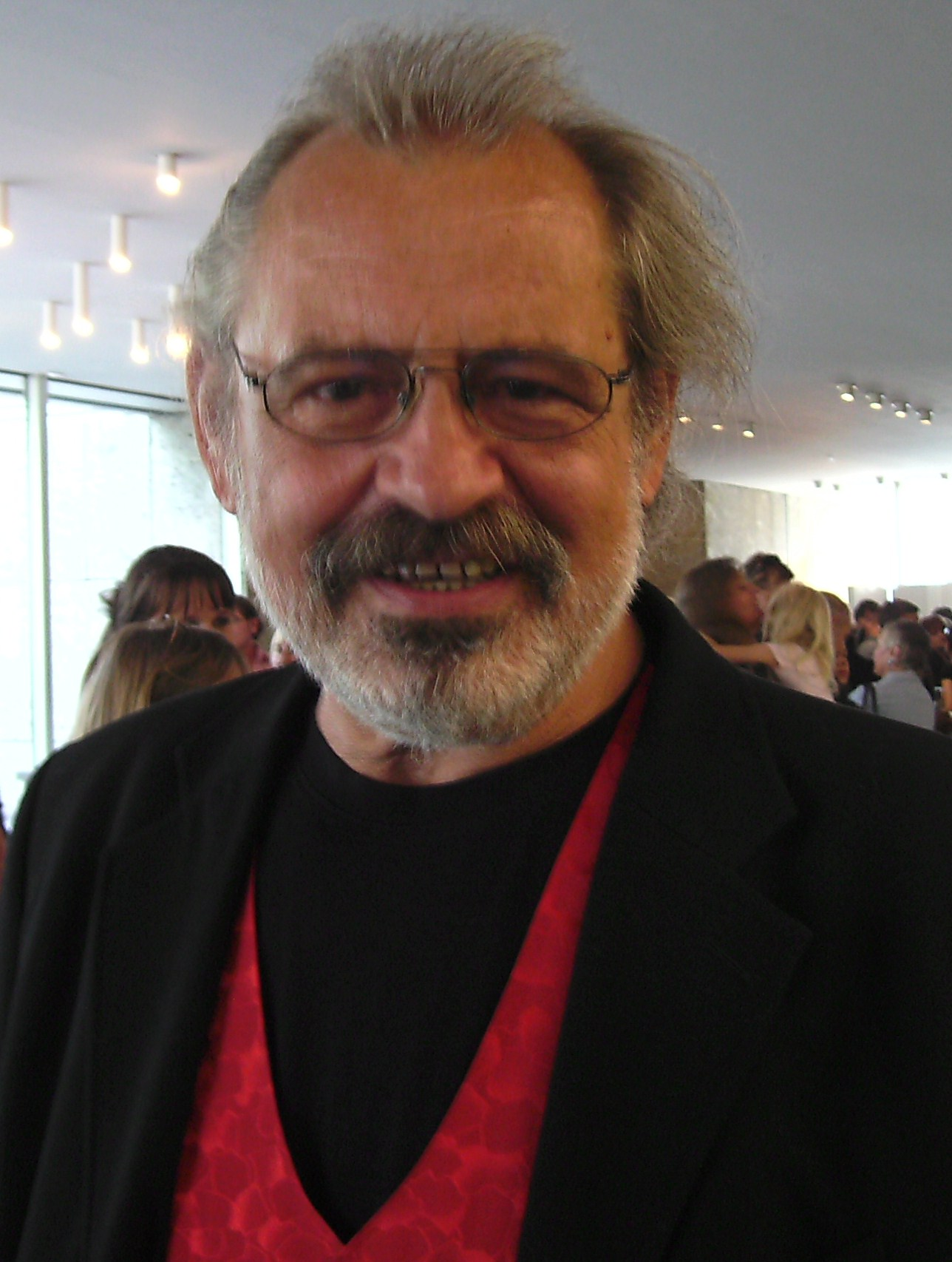
Martin Buchhorn

Martin Buchhorn (* Oktober 1944 in Wiebelskirchen) ist ein deutscher Fernsehregisseur, Drehbuchautor, Journalist und Schriftsteller.

## Biografie
Martin Buchhorn wurde als Sohn eines protestantischen Predigers geboren. Sehr stark wurde er nach eigener Aussage durch seine Erfahrungen im Strafvollzug geprägt. Buchhorn erlernte die Berufe Automechaniker, Radio- und Fernsehtechniker sowie Elektroniker. Danach leistete er bei der Saarbrücker Zeitung ein Volontariat ab.
Als Fernsehschaffender ist Buchhorn Autodidakt. Er startete als Lyriker, Sachbuchautor und (ab 1970) als Hörfunkreporter beim Saarländischen Rundfunk. Von 1984 bis 2004 war er Leiter der Abteilung „Fernsehspiel und Serien“ beim Saarländischen Rundfunk. Er erfand die Figur von Kommissar Palü und produzierte die Tatorte mit Jochen Senf in der Hauptrolle. Seine wohl wichtigste Arbeit war die Verfilmung des Romans „Die Rättin“ von Günter Grass im Jahr 1997. Dabei war er in Personalunion Produzent, Redakteur und Regisseur.
Wegen Enthüllungen über Schleichwerbung im öffentlichen Fernsehen wurde er im Jahr 2005 von der ARD öffentlich attackiert. Er wehrte sich gegen die Angriffe erfolgreich vor Gericht mit einstweiligen Verfügungen und erhielt in der Sache Recht. Eine spätere Klage Buchhorns gegen die Landesrundfunkanstalten und die ARD wegen Persönlichkeitsrechtsverletzungen wurde im September 2009 vom Landgericht Saarbrücken abschlägig beschieden.
Nach seiner Pensionierung 2004 gründete Martin Buchhorn gemeinsam mit Partnern „Stoffwechsel“, das „Erste Deutsche Drehbuchkontor“. Das Consulting-Unternehmen im Bereich „Film- und Fernsehproduktion“ bietet folgende Leistungen an: Drehbuchentwicklung und -beratung, Lektorat, script doctoring, Dramaturgie, Filmstruktur und -konstruktion, Regie, Besetzung, Produktion, Finanzierung.

## Nebenamtliche Tätigkeiten
An der Universität des Saarlandes und im Literaturhaus Berlin hielt Buchhorn lange Jahre Drehbuchseminare ab, an der Hochschule für Musik Saar war er als Lehrbeauftragter tätig.
Buchhorn war seit 1984 ehrenamtlicher Geschäftsführer des Saarländischen Künstlerhauses. Nach einem Zerwürfnis mit dem seinerzeitigen saarländischen Kultusminister Jürgen Schreier über die Finanzierung einer Dependance des Künstlerhauses in Berlin trat Buchhorn 2006 von diesem Ehrenamt zurück. Im Verband deutscher Schriftsteller (VS), heute in ver.di, wurde er auf der Bundesdelegiertenkonferenz von Saarbrücken 1984 für zwei Jahre in den Bundesvorstand gewählt. Weiterhin betätigte er sich als Kurator bei zahlreichen regionalen und überregionalen Kunstausstellungen.

## Preise (Auswahl)
Buchhorn wurde u. a. mit folgenden Preisen geehrt:
- Kurt-Magnus-Preis (ARD)
- Silberne Nymphe (Festival de Télévision Monte Carlo)
- Max-Ophüls-Preis (Saarbrücken)
- Goldenes Vlies (Georgien)
- Prix-Amade (Festival de Télévision Monte Carlo)
- Telestar
- Albert-Schweitzer-Friedenspreis

## Literarische Werke (Auswahl)
- Strafjustiz in der Diskussion. Sankt Augustin: Richarz, 1973. 88 S. ISBN 3-921255-02-3
- Neue Poesie aus Georgien. Hrsg.: Martin Buchhorn. Saarbrücken: Buchverl. d. Sarbr. Zeitung, 1978. 120 S. ISBN 3-921646-08-1
- Sie haben es nicht anders verdienst. Zur Diskussion um die Todesstrafe. Weinheim: Beltz, 1979. 112 S. ISBN 3-407-84012-8
- Vierzig Tage in Kabul. Eine Reportage über Russen, Rebellen, Revolutionäre. Weinheim: Beltz, 1982. 187 S. ISBN 3-407-85011-5
- Georgien – ein Stück vom Paradies. Hrsg.: Martin Buchhorn. Saarbrücken: Buchverl. d. Saarbr. Zeitung, 1984. 112 S. ISBN 3-922807-31-3
- Auf der Suche nach Menschen. Lyrik. Zürich: Pendo-Verl., 1985. 95 S. ISBN 3-85842-103-0
- Spiegel im Spiegel. Gedichte aus Georgien. Hrsg.: Martin Buchhorn. Zürich: Pendo-Verl, 1988. 94 S. ISBN 3-85842-146-4

## Sekundärliteratur
- Bräuninger, Elvira: Spielraum für die Phantasie – Martin Buchhorn ist ein engagierter und nicht immer bequemer „Hausherr“. In: Pro Saar (1993/7), S. 24–25, Ill.
- Staatssekretär Martin Buchhorn. Was bei einem 60.Geburtstag gesagt und nicht gesagt wird. In: Saarbrücker Zeitung (Kultur) vom 18. November 2004

## Filmografie (Auswahl)
- Brennendes Herz (1994–1996) – Produzent, Redaktion
- Neben der Zeit (1994–1995) – Redaktion
- Tatort: Der Entscheider (1996) – Regie
- Brennendes Herz. 2. Tagebuch einer Flucht (1996) – Produzent
- Die Rättin (1997) – Produzent, Regie, Redaktion
- Der Hochstapler (1998–1999) – Regie
- Abschied in den Tod (2001) – Regie